# Weninghausen
Weninghausen ist ein Ortsteil von Sundern im Hochsauerlandkreis.

## Lage und Umgebung
Der Ort mit 5 Hofstellen liegt im Tal des Hortsiepens. Der windgeschützte Talraum ist klimatisch bevorzugt. Am Ortseingang befindet sich eine ehemalige Schule.
Umgeben ist Weninghausen vom Kahlenberg (471,6 m), vom Bärenberg (392,8 m) und vom Dümberg (575,5 m).

## Geologie
Überwiegend besteht der Talraum aus Roten Tonschiefern, stellenweise auch von Roten und grünen Tonschiefern mit Kalkknollen. Ab und zu sind einige Kalksandsteinbänke eingemischt. Etwa 600 m südlich des Ortes ist eine Sparganophyllumkalk-Klippe am Wegrand zu sehen. Nordöstlich befindet sich ein Bergrücken der aus Alaunschiefern und Lyditen besteht.

## Flora und Schutzgebiete
Rund um Weninghausen kommen einige bemerkenswerte Arten vor. Der Wacholder kommt in einigen Einzelexemplaren vor. Es gibt auch noch reiche Vorkommen von Zittergras und der Frühlings-Segge. Besonders selten im Gebiet sind die beiden felsbewohnenden Farne Nordischer Streifenfarn und Schwarzstieliger Streifenfarn.
Direkt am Westrand des Weilers liegt der Geschützte Landschaftsbestandteil Biotopkomplex.
Auf einem Kilometer an einem Weg an der Flurstücksgrenze des Weilers pflanzte die Dorfgemeinschaft 2021 Apfel-, Birnen und Pflaumenbäume. Die Mittel für die Aktion kamen aus einem EU-Programm.